# Muzeul Polonez de Aviație

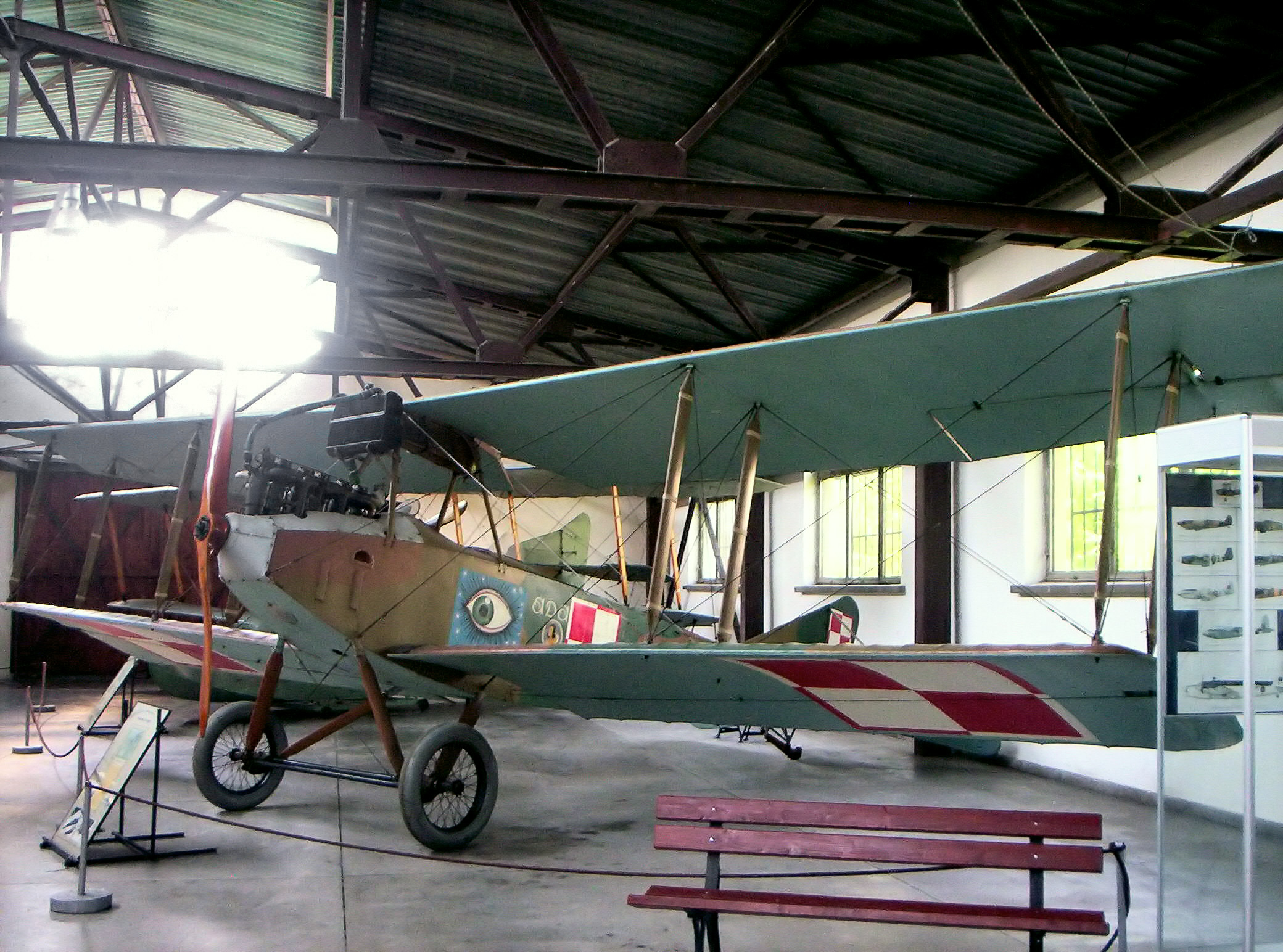
Albatros B.II

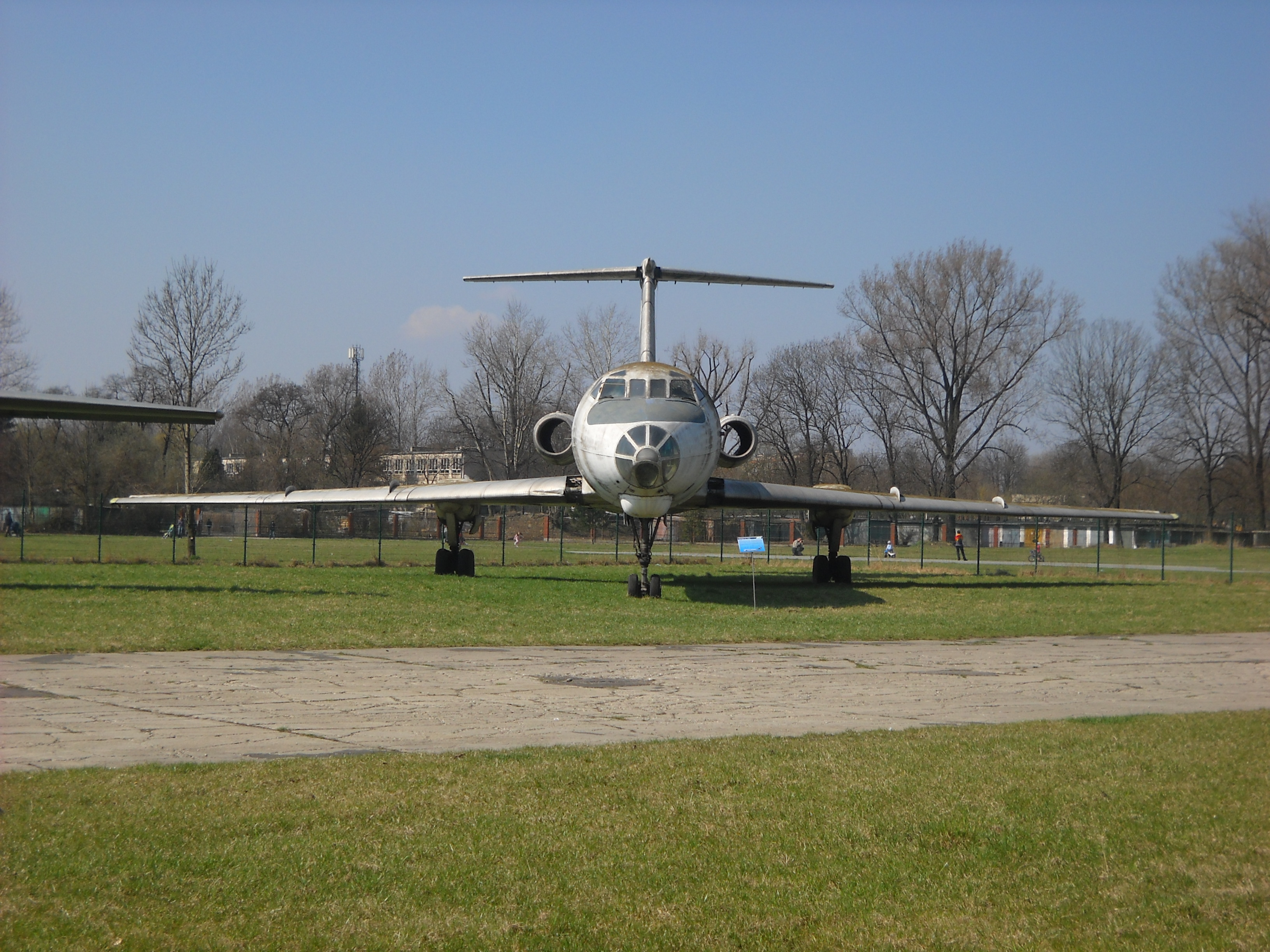
Tupolev Tu-134

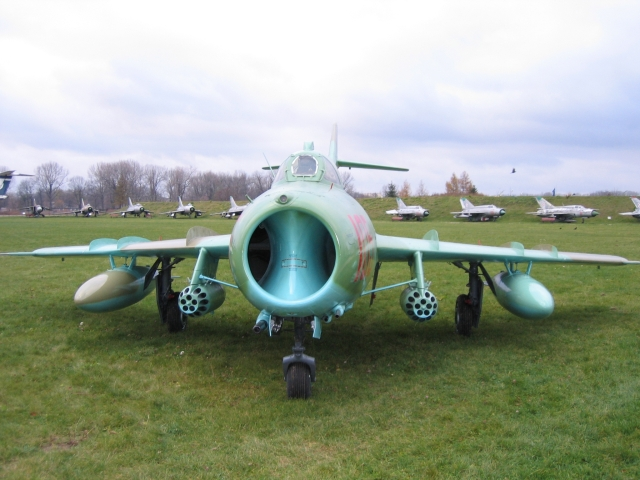
Lim-6bis

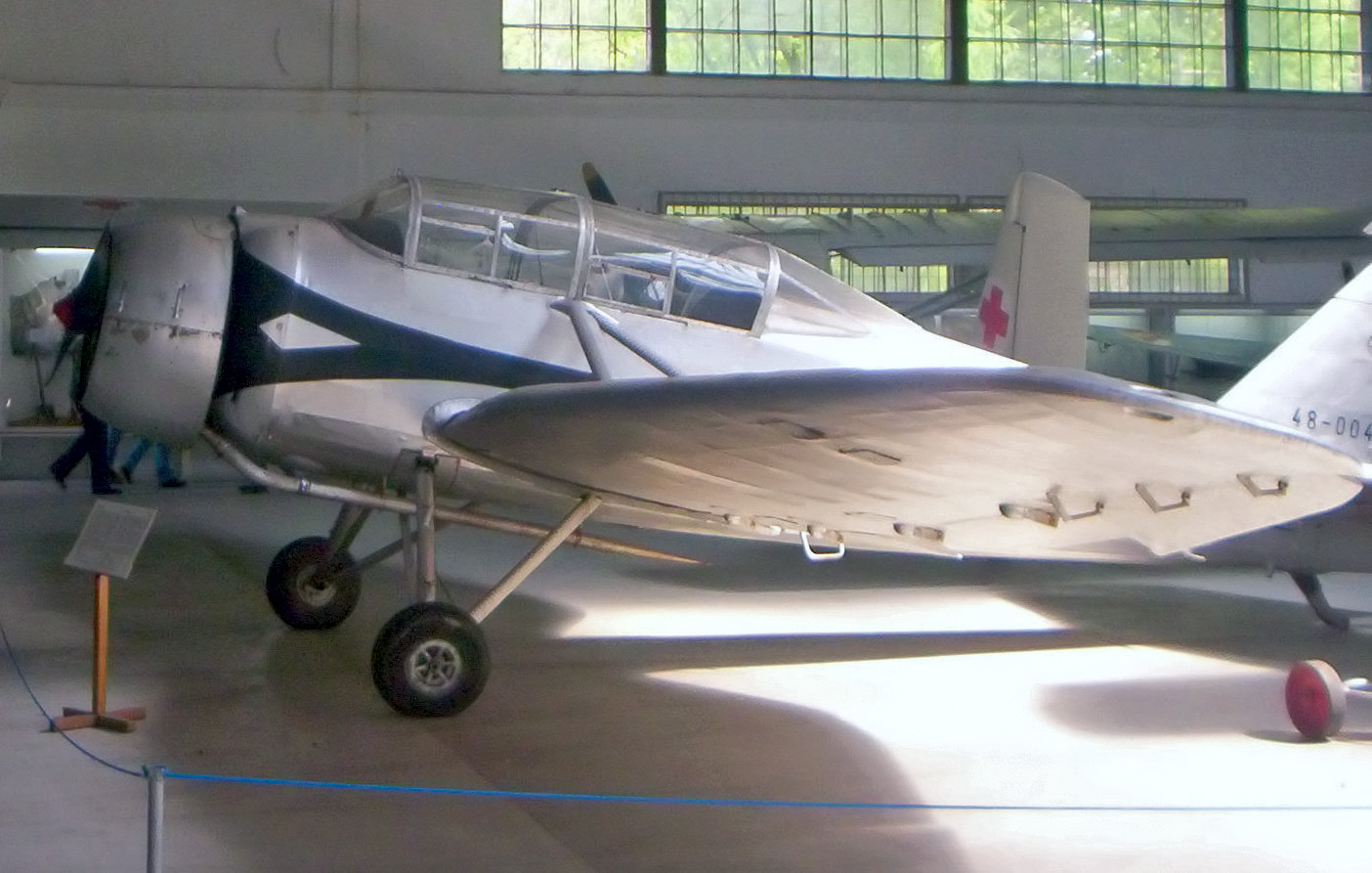
LWD Szpak-4T

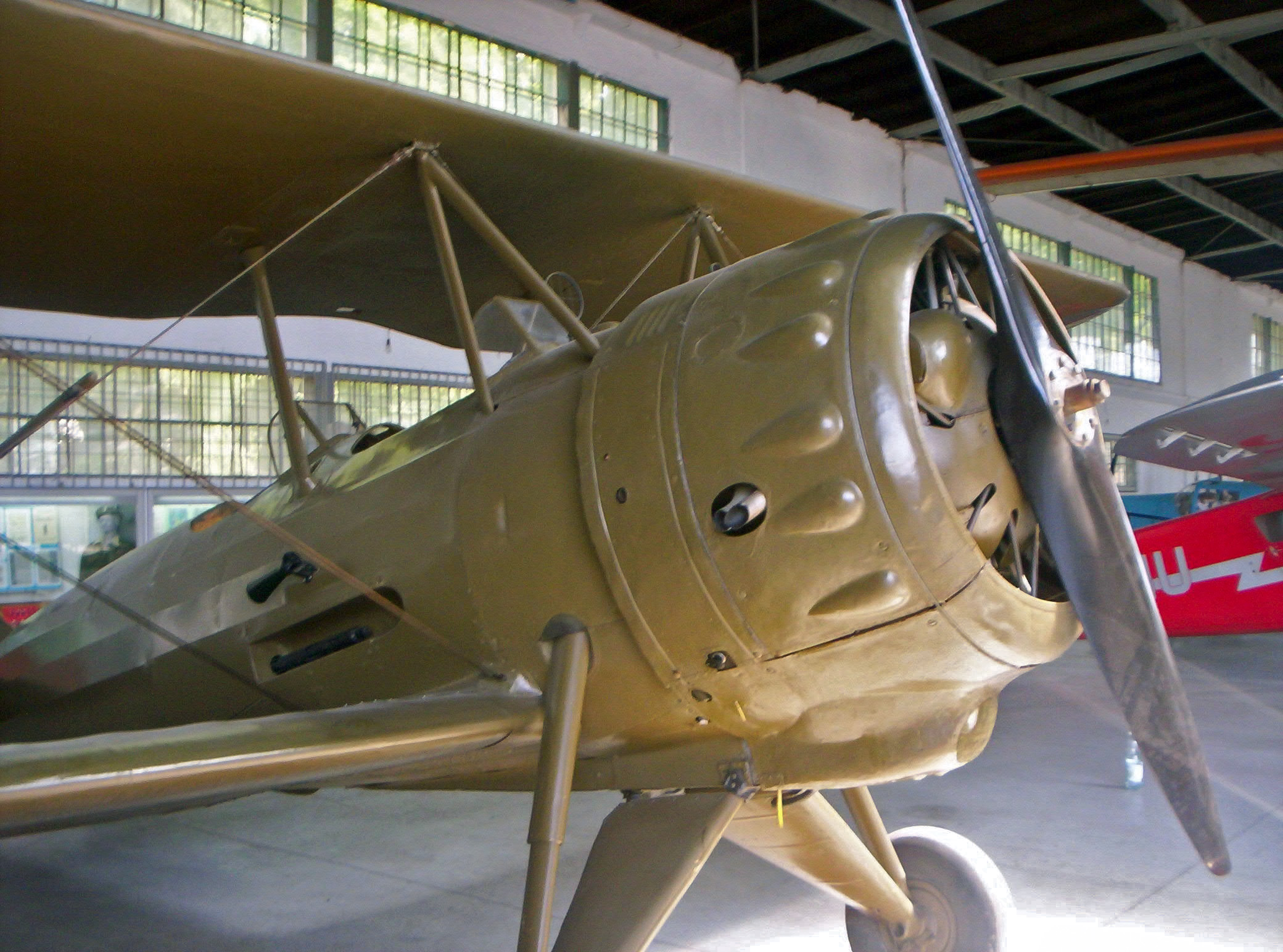
PWS-26

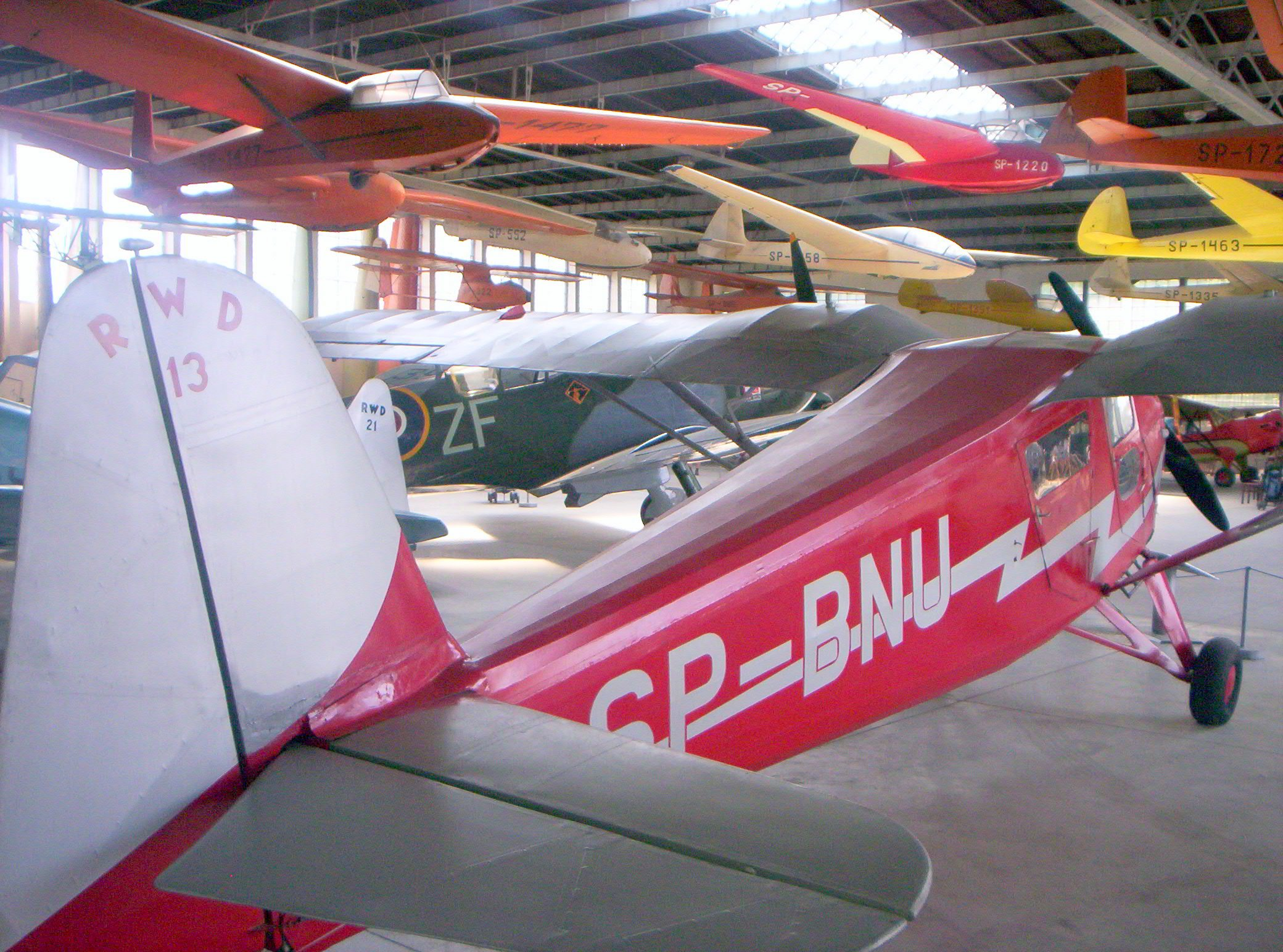
RWD-13

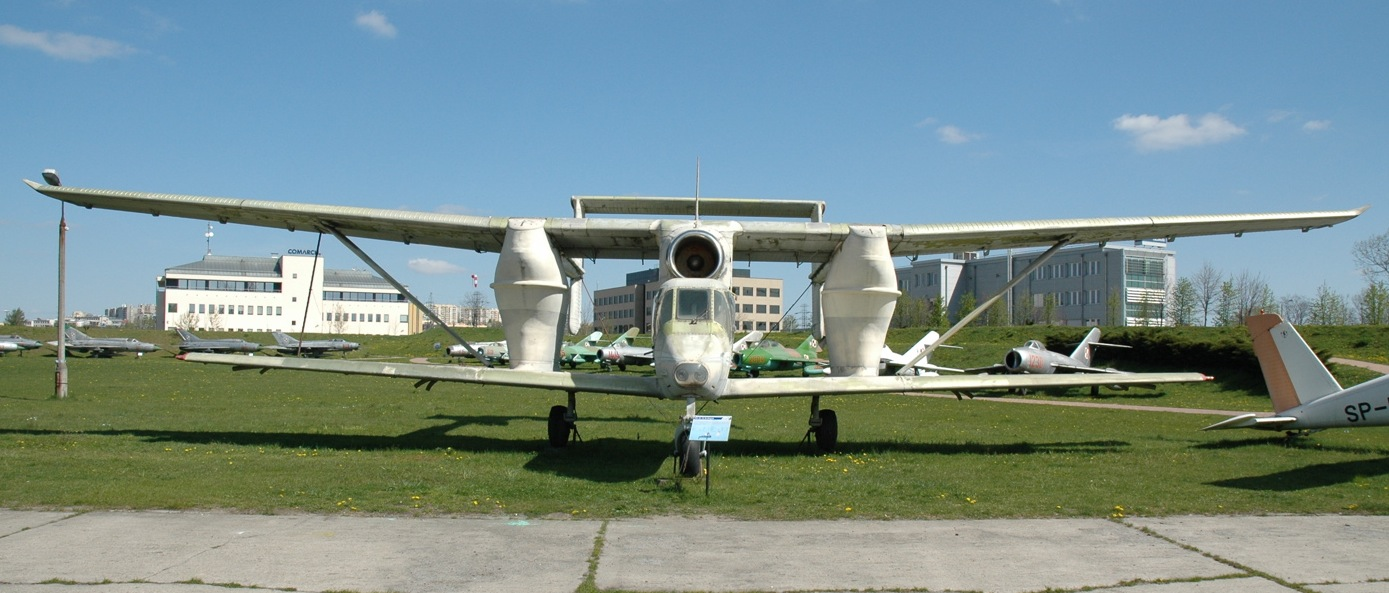
WSK-Mielec M-15 (Belphegor)

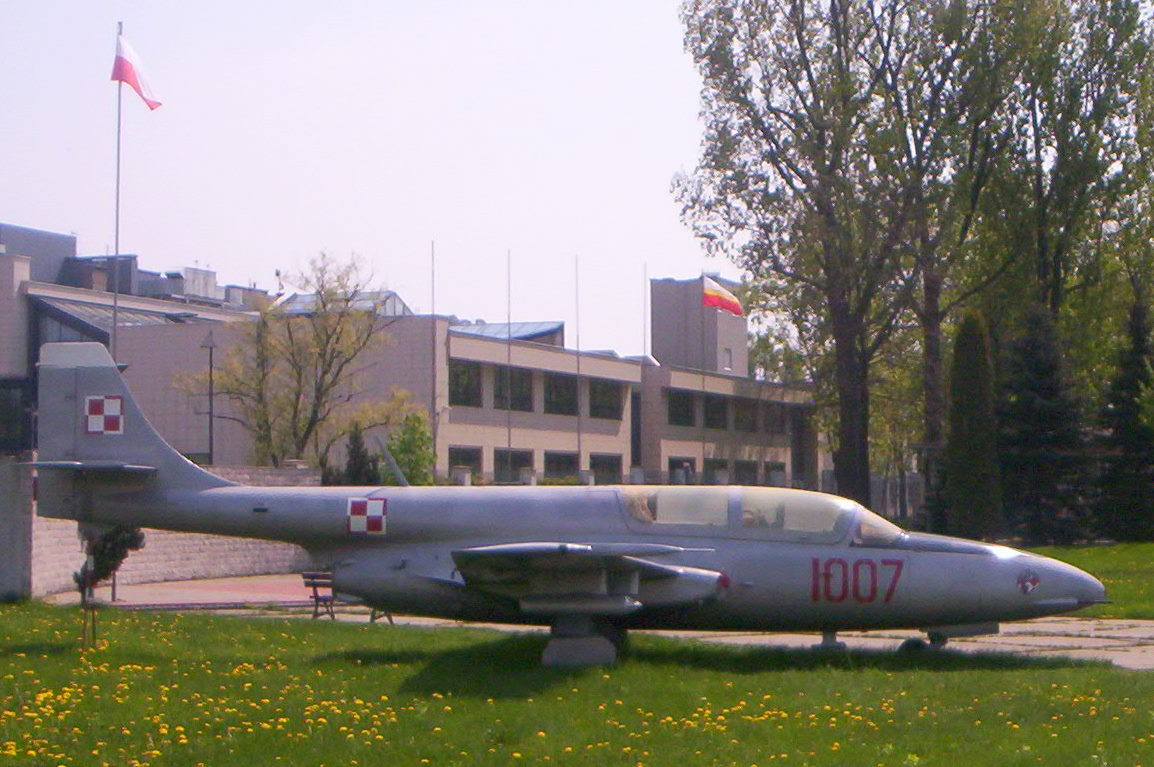
TS-11 Iskra

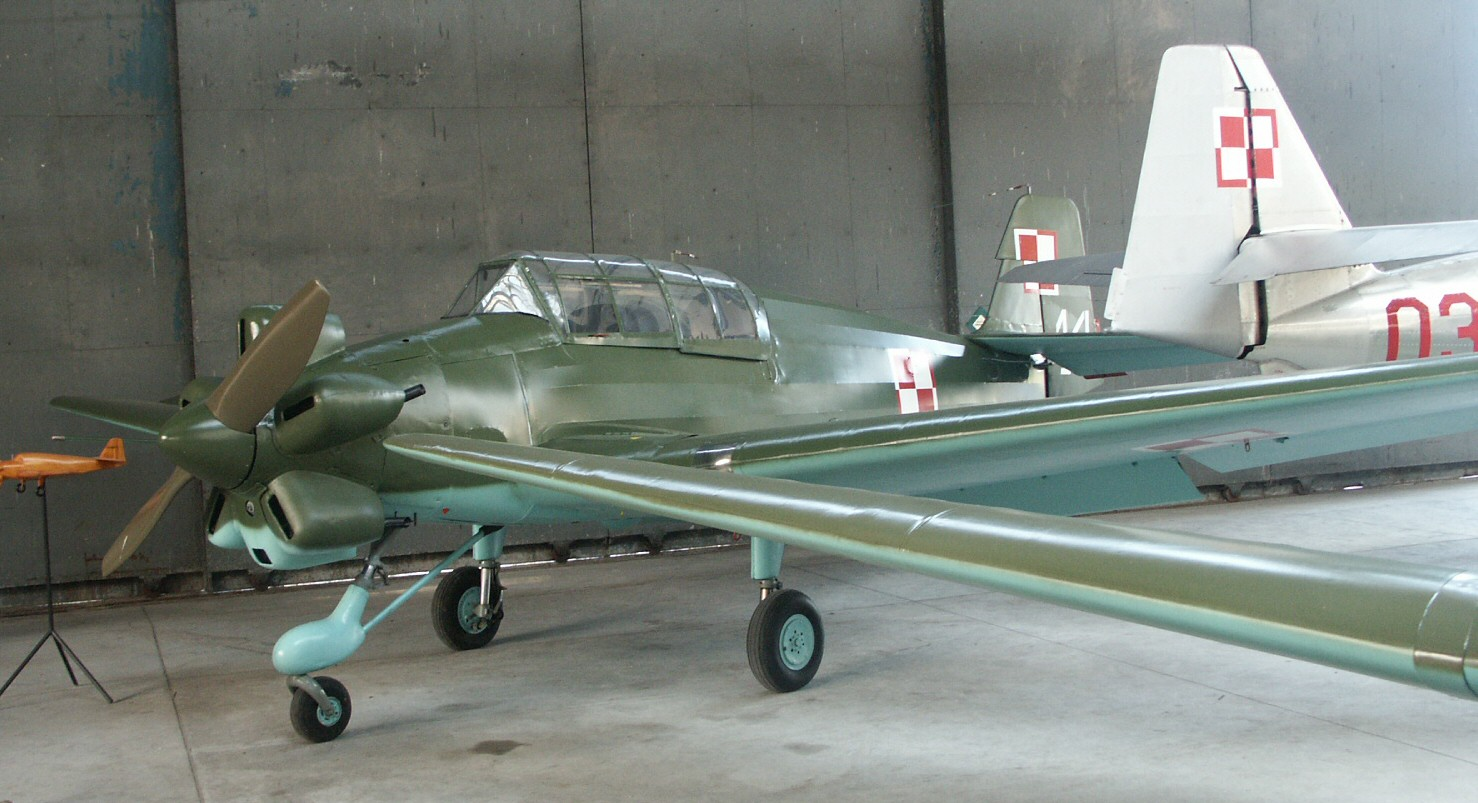
WSK TS-9 Junak 3

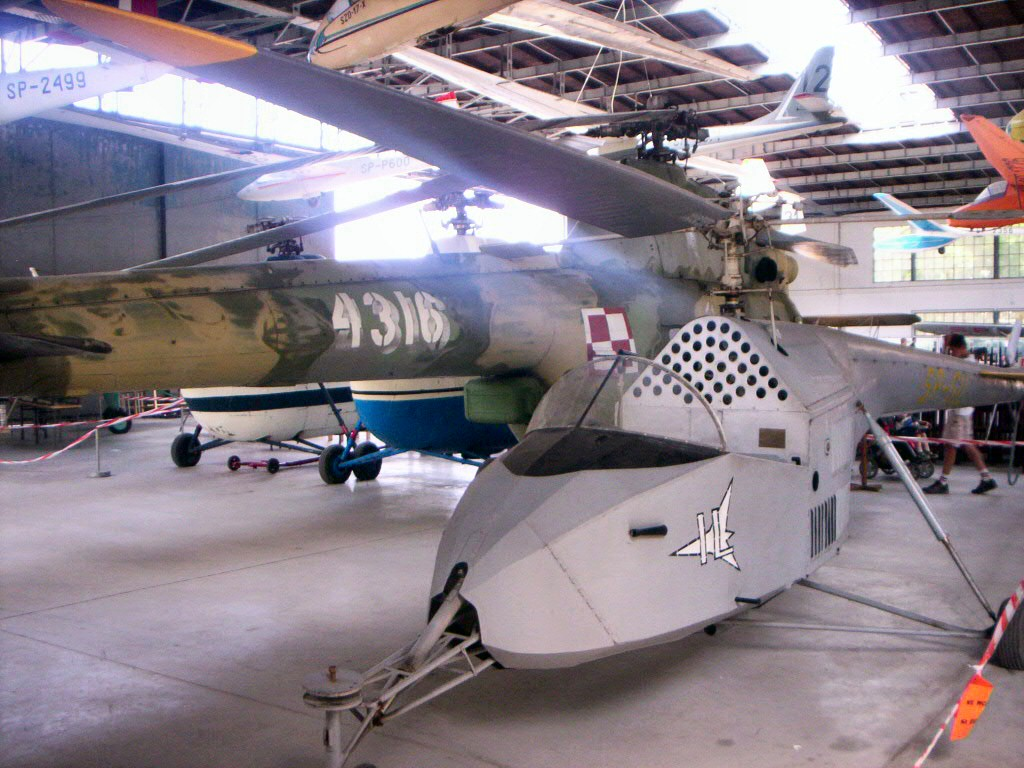
BŻ-1 GIL (SP-GIL)

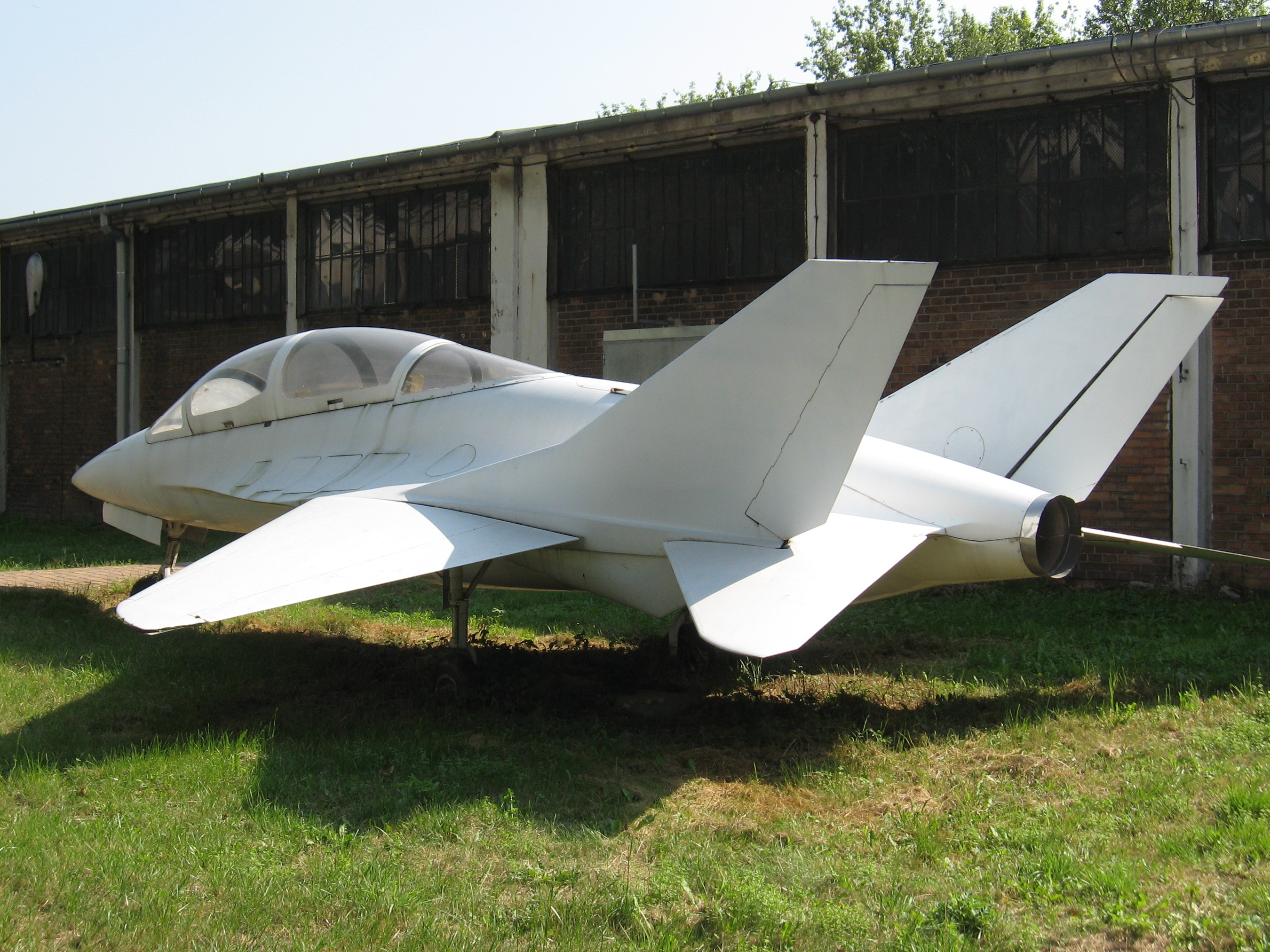
EM-10 Bielik

Muzeul Polonez de Aviație din Cracovia (în poloneză Muzeum Lotnictwa Polskiego w Krakowie), Polonia, este un muzeu de istoria aviației. Muzeul de aviație este localizat pe fostul aeroport Cracovia-Rakowice-Czyżyny, scos din uz. Muzeul are peste 150 de avioane expuse și aproape 200 de motoare de avion, având și câteva exemplare rarități. 
Muzeul s-a deschis în anul 1964, după ce s-a închis aerodromul în anul 1963. A fost clasat pe locul opt in topul celor mai bune muzee de aviație de către CNN.
În prima jumătate de secol a existenței sale, muzeul a folosit patru hangare ale fostului aeroport pentru a-și prezenta exponatele. Aceste clădiri nu au fost proiectate inițial în acest scop și au întâmpinat probleme, în special încălzirea insuficientă pe timp de iarnă. Situația s-a îmbunătățit atunci când a fost deschisă o nouă clădire principală a muzeului în 18 septembrie 2010.

## Colecția
Colecția cuprinde peste 200 de aeronave din 2005. Câteva dintre aeronavele afișate sunt unice pe scară mondială, printre care planoare și circa 100 de motoare de aeronave. Unele dintre exponate sunt doar în stadiile lor inițiale. Muzeul găzduiește o bibliotecă mare și o arhivă de fotografii.
Muzeul are 22 de avioane extrem de rare care până în 1941 au fost expuse la Muzeul German de Aviație "Deutsche Luftfahrtsammlung" din Berlin. Aceste avioane au fost evacuate în timpul celui de-al doilea război mondial pentru a le salva de bombardamente. Muzeul german de tehnologie din Berlin le consideră proprietatea lor.  .
Muzeul are foarte puține avioane poloneze din anii 1918-1939, deoarece acestea au fost aproape toate distruse în timpul ocupației germane naziste din Polonia, inclusiv a celor expuse în muzeele de aviație dinaintea războiului. Singurele două exemple ale aeronavelor militare pre-război din colecție: un PZL P.11 (singurul exemplu care a supraviețuit în lume) și un PWS-26, au supraviețuit numai pentru că au fost expuse ca trofee de război de către germani, din colecția mai sus menționată, achiziționată după război.
În schimb, muzeul are o colecție esențială completă a tuturor tipurilor de avioane dezvoltate sau utilizate de Polonia după 1945.

## Editură
De asemenea, muzeul funcționează ca o editură pentru zeci de cărți, albume foto, memorii și broșuri dedicate istoriei aviației, inclusiv proiectarea și realizarea aeronavelor poloneze, înainte de invazia Poloniei în 1939 și după 1945 până la începutul anilor 1960.

### Aeronave
| - Aeritalia F-104S - Aero Ae-145 - Aero L-60 Brigadýr - Albatros B.II - Albatros C.I (fuzelaj) - Albatros H.1 (fuzelaj) - Amiot AAC.1 Toucan (Junkers Ju 52/3m g10e) - Antonov An-26 - Avia B.33 (Czech-built Ilyushin Il-10) - Aviatik C.III (fuzelaj) - Bleriot XI (replica) - Bücker Bü 131B Jungmann - Caudron C.714 - Cessna A-37B Dragonfly - Cessna UC-78A Bobcat - Curtiss Export Hawk II - Dassault Mirage 5 - de Havilland 82A Tiger Moth II - de Havilland Sea Venom FAW.21 - DFW C.V (fuselage only) - EM-10 Bielik - Farman IV (replica) - Grigorovich M-15 - Halberstadt CL.II (fuzelaj) - Hawker Siddeley Harrier GR.3 - Ilyushin Il-14S (VEB) - Ilyushin Il-28R - Ilyushin Il-28U - Yakovlev Yak-11 - Yakovlev Yak-12 - Yakovlev Yak-17UTI (Jak-17W) - Yakovlev Yak-18 - Yakovlev Yak-23 - Yakovlev Yak-42 - Let L-200A Morava - Levavasseur Antoinette (fuzelaj) - LTV A-7P Corsair II - LFG Roland D.VI (fuzelaj) - Lisunov Li-2 - LVG B.II (incomplet) - LWD Szpak-2 - LWD Żuraw (restaurat) - The MAK - 30 supersonic - Messerschmitt Bf 109G-6 - Messerschmitt Me 209V1 (fuzelaj) - Mikoyan-Gurevich MiG-19 PM - Mikoyan-Gurevich MiG-21 F-13 - Mikoyan-Gurevich MiG-21 MF - Mikoyan-Gurevich MiG-21 bis - Mikoyan-Gurevich MiG-21 PF - Mikoyan-Gurevich MiG-21 PFM |  | - Mikoyan-Gurevich MiG-21 R - Mikoyan-Gurevich MiG-21 U - Mikoyan-Gurevich MiG-21 UM - Mikoyan-Gurevich MiG-21 US - Mikoyan-Gurevich MiG-23 MF - Mikoyan MiG-29 UB - North American T-6G Texan - Northrop F-5E Tiger II - Piper L-4A Grasshopper - Polikarpov Po-2 LNB - PWS-26 - WSK-Mielec M-15 Belphegor - PZL M-4 Tarpan - PZL P.11c - PZL S-4 Kania 3 - PZL Szpak 4T - PZL-104 Wilga - PZL-105 Flaming - PZL-106A Kruk - PZL-130 Orlik - Republic F-84F Thunderstreak - RWD-13 - RWD-21 - Saab J 35J Draken - Saab AJSF 37 Viggen - SABCA Mirage 5BA - SEPECAT Jaguar GR.1 - Sopwith F.1 Camel - Stinson L-5 Sentinel (fuzelaj) - Sukhoi Su-7 BKL - Sukhoi Su-7 BM - Sukhoi Su-7 UM - Sukhoi Su-20 - Sukhoi Su-22 M4 - Supermarine Spitfire LF Mk XVIE - Tupolev Tu-134A - Tupolev Tu-2S - WSK Lim-1 - WSK Lim-2 - WSK Lim-5 - WSK Lim-6bis - WSK Lim-6M - WSK Lim-6MR - WSK MD-12F - WSK SB Lim-2 - WSK SB Lim-2A - TS-11 Iskra bis B - TS-8 Bies - WSK TS-9 Junak 3 - Zlin Z-26 Trener |

Muzeul posedă și alte avioane incomplete, depozitate.

### Planoare
| - IS-1 Sępbis - IS-3 ABC - IS-4 Jastrząb - IS-A Salamandra - IS-B Komar 49 - IS-C Żuraw - S-1 Swift - SZD-6x Nietoperz - SZD-8bis Jaskółka - SZD-9 bis Bocian 1A - SZD-10bis Czapla - SZD-12 Mucha 100 |  | - SZD-15 Sroka - SZD-17x Jaskółka L - SZD-18 Czajka - SZD-19 Zefir - SZD-21 Kobuz 3 - SZD-22 Mucha Standard - SZD-25A Lis - SZD-43 Orion - SZD-43 Orion - WWS Wrona bis - WWS-2 Żaba |

### Planor cu motor
- HWL Pegaz

### Elicoptere
- BŻ-1 GIL
- BŻ-4 Żuk
- JK-1 Trzmiel
- Mil Mi-4 A
- Mil Mi-4 ME
- WSK Mi-2 URP
- WSK Mi-2Ch
- WSK SM-1 (licence Mil Mi-1)
- WSK SM-2